# Trolleybus optimisation du système d'alimentation

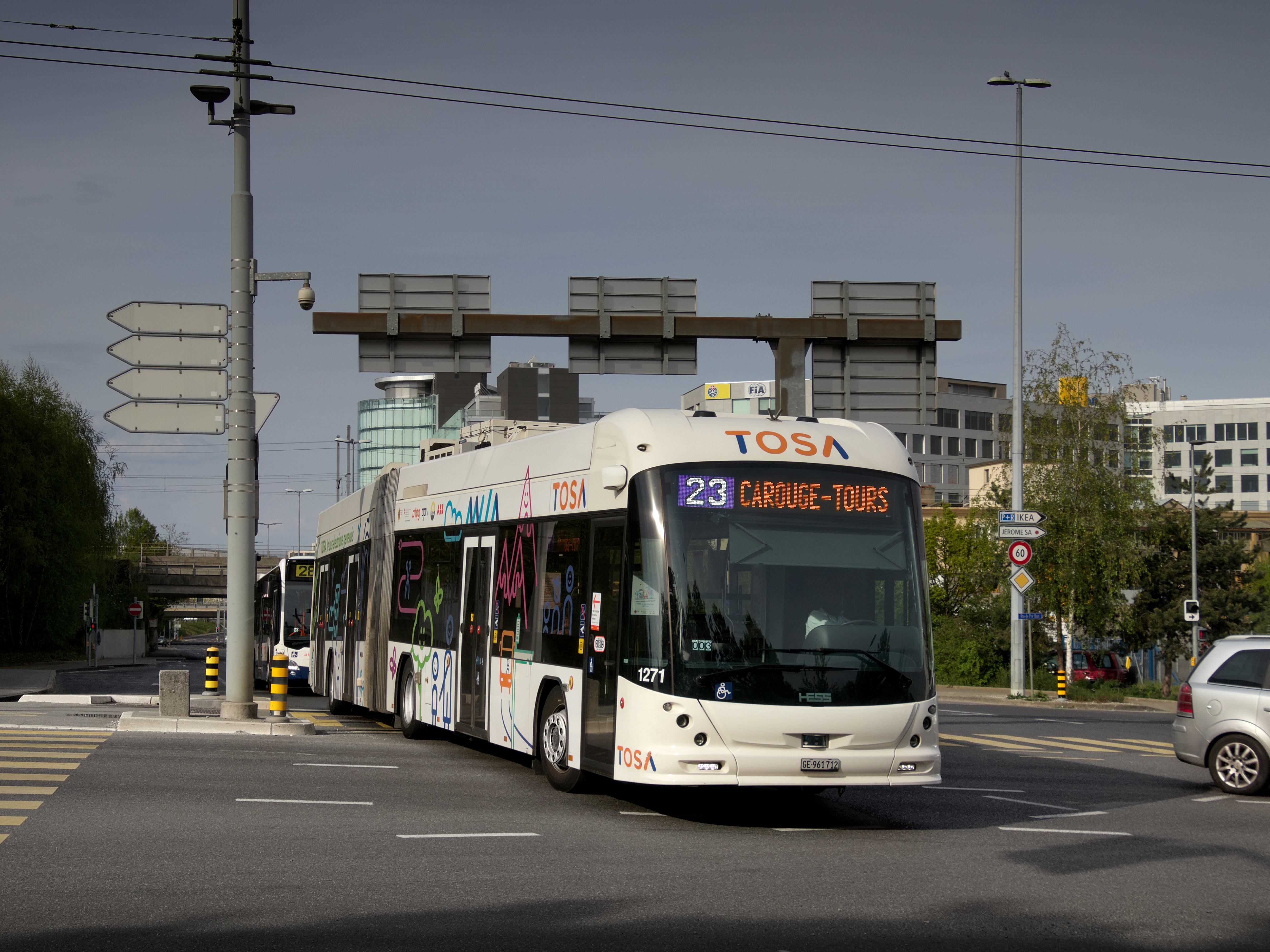
Bus TOSA à Vernier, gare/Renfile sur la ligne 23.

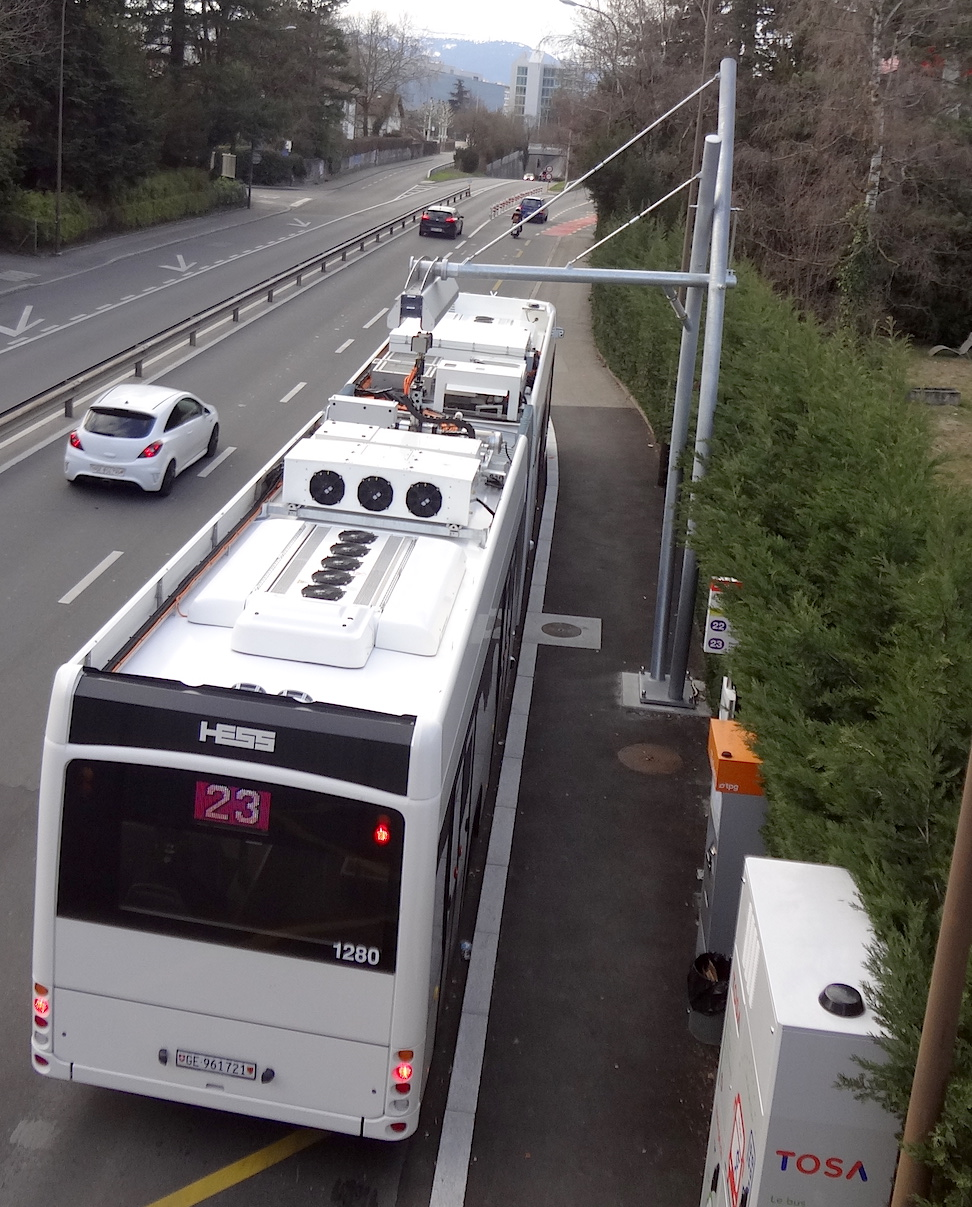
Le bras repliable situé sur le toit, guidé par un capteur laser pour le branchement, est visible.

Le trolleybus optimisation du système d'alimentation abrégé TOSA est un système genevois de bus articulé électrique sur batteries, avec recharge périodique aux arrêts du parcours. Il dispose d'une plus grande autonomie qu'un bus électrique conventionnel sans être tributaire d'une ligne aérienne de contact comme les trolleybus.

## Signification du nom
À l'origine, le sigle TOSA fait référence aux quatre partenaires : les Transports publics genevois, l'Office de la promotion industrielle, les Services industriels de Genève et le groupe ABB. Le terme est maintenant un rétroacronyme pour trolleybus optimisation du système d'alimentation.

## Description
Les batteries situées sur le toit sont d'une capacité plus réduites que pour un bus électrique traditionnel. Elles sont rechargées au terminus en 3 à 4 minutes (200 kW). Un dispositif de charge complémentaire est installé dans une potence qui surplombe chaque arrêt ; il est utilisé en fonction des besoins, pendant 15 secondes.
À son terminus, il se recharge en 3 - 4 minutes en puissance de 200 kW et en 30 minutes lorsqu'il se trouve au centre de maintenance. 
Il est capable de rouler sur une distance de 10 à 15 kilomètres sans aucune recharge de ses batteries, ce qui lui est fort utile en cas de déviations de son parcours ou pour rejoindre son centre de maintenance.
Les coûts pour ce type de trolleybus s'approchent donc du bus diesel, avec des coûts de maintenance inférieurs,,,.

## Dans le monde

### Suisse

#### Première mondiale
En 2014, TOSA est présenté en première mondiale à l’exposition de l’Union internationale des transports publics (UITP). Son prototype TOSA, fabriqué par ABB Sécheron sur un bus Hess, a circulé jusqu'en mars 2014 sur un tronçon de ligne entre l’aéroport de Genève et Palexpo desservi par les transports publics genevois où s'est tenue l’exposition de l’UITP. 
Un système de bus électrique rechargeable, appelé Gyrobus, avait déjà circulé en Suisse entre les villes d'Yverdon-les-bains et Grandson de 1953 à 1960.

#### Exploitation commerciale
En 2016, les Transports publics genevois (TPG) signent deux contrats pour 28 millions de francs suisses au total, dont 13,9 millions pour l'entreprise Hess et 10,1 millions pour ABB afin d'équiper sa ligne 23 (Carouge-Tours-Vernier-Le Grand-Saconnex-Aéroport-P47) de douze nouveaux bus électriques, et treize stations de recharge rapide, ont été inaugurés le 5 décembre 2017 et deux véhicules sont mis en service le 10 décembre 2017,. Des problèmes de fiabilité ont nécessité de retirer du service les deux véhicules afin que le constructeur puisse procéder à des tests et de fiabiliser le TOSA ; trois véhicules seront mis en service le 12 mars 2018, la totalité de la série le sera à la fin du mois de mars.

### France
Le constructeur français Power Vehicle Innovation a développé le Watt System, semblable au précédent.
La SEMITAN a mis en service à Nantes, 22 e-BusWay Hess lighTram 25 TOSA (numérotés 201 à 222, bi-articulés, d'une longueur de 24,5 m) sur la ligne de BusWay no 4,. Le premier exemplaire (n°201) fut présenté en décembre 2018 au public nantais avant d'être présenté au BusWorld 2019 à Bruxelles. Le premier jour de circulation avec voyageur fut le 20 août 2019 avec le numéro 203. Chacun des 22 véhicules possède une livrée différente au dessus des vitres, crée par des artistes du Voyage à Nantes. La mise en service des véhicules se faisant de façon progressive, les Mercedes-Benz Citaro G BHNS au gaz naturel de la ligne 4 roulent en compagnie des bus Hess avant d'être redéployés sur la ligne Chronobus C5 qui deviendra pour l'occasion, la ligne n°5 de BusWay en 2020.